# Marion Harris
Mary Ellen Harrison (Indiana, Estados Unidos, 4 de abril de 1896-Nueva York,  23 de abril de 1944), más conocida como Marion Harris, fue una cantante estadounidense que tuvo éxito durante la década de 1920. Harris fue la primera cantante blanca en cantar canciones de género jazz y blues.

## Primeros años
Harris nació el 4 de abril de 1896 en Indiana, Estados Unidos. Empezó a cantar en obras de género vodevil y en cines de Chicago alrededor de 1914. El bailarín Vernon Castle introdujo a Harris en la comunidad teatral de la ciudad de Nueva York, donde hizo su debut en la revista de Irving Berlin Stop! Look! Listen! en 1915.

## Grabaciones
En 1916, Harris comenzó a grabar canciones para la empresa Victor Records, incluyendo "Everybody's Crazy 'bout the Doggone Blues, but I'm Happy", "After You've Gone", "A Good Man Is Hard to Find", "When I Hear That Jazz Band Play" y "I Ain't Got Nobody" (originalmente "I Ain't Got Nobody Much"), que fue la más popular de todas.
En 1920, después de que la empresa le prohibió cantar "St. Louis Blues" de W. C. Handy, Harris se unió a Columbia, donde pudo grabar la canción. Harris fue catalogada como "La reina del Blues", y siguió grabando canciones de género blues y jazz a lo largo de su carrera. Cuando Harry la conoció, dijo: "Cantaba tan bien que cuando la gente escuchaba los discos de sus canciones pensaban que era una persona de color". Harris respondió diciendo: "Usualmente cuando haces mejor las cosas viene de una forma natural, naturalmente en mis primeros años empeze a cantar canciones de blues con dialectos sureños".
Harris estuvo brevemente casada con el actor Robert Williams. La pareja se casó en 1921 y se divorciaron al año siguiente tras tener una hija, Mary Ellen, que más tarde se convertiría en cantante bajo el nombre de Marion Harris Jr.
En 1922, Harris firmó un contrato con Brunswick Records. Harris continuó actuando en obras de Broadway durante la década de 1920, apareciendo en varias obras del Palace Theatre, apareció en la obra de Florenz Ziegfeld Midnight Frolic y estuvo de gira actuando en espectáculos de variedades. Después de divorciarse, Harris regresó a los teatros neoyorquinos en 1927, haciendo más grabaciones con Victor Records y apareció en un cortometraje de ocho minutos con sonido Vitaphone titulado Marion Harris: Songbird of Jazz. Después de actuar en la película musical de Hollywood Devil-May-Care (1929), protagonizada por Ramón Novarro, Harris se retiró de la actuación debido a una enfermedad no revelada.

## Carrera posterior y Muerte
Entre 1931 y 1933, Harris fue invitada juntó con la banda The Ipana Troubadors y el cantante Rudy Vallee en el programa de radio de la cadena NBC The Fleischmann's Yeast Hour. Harris fue catalogada por NBC como una "chica con una gran voz".

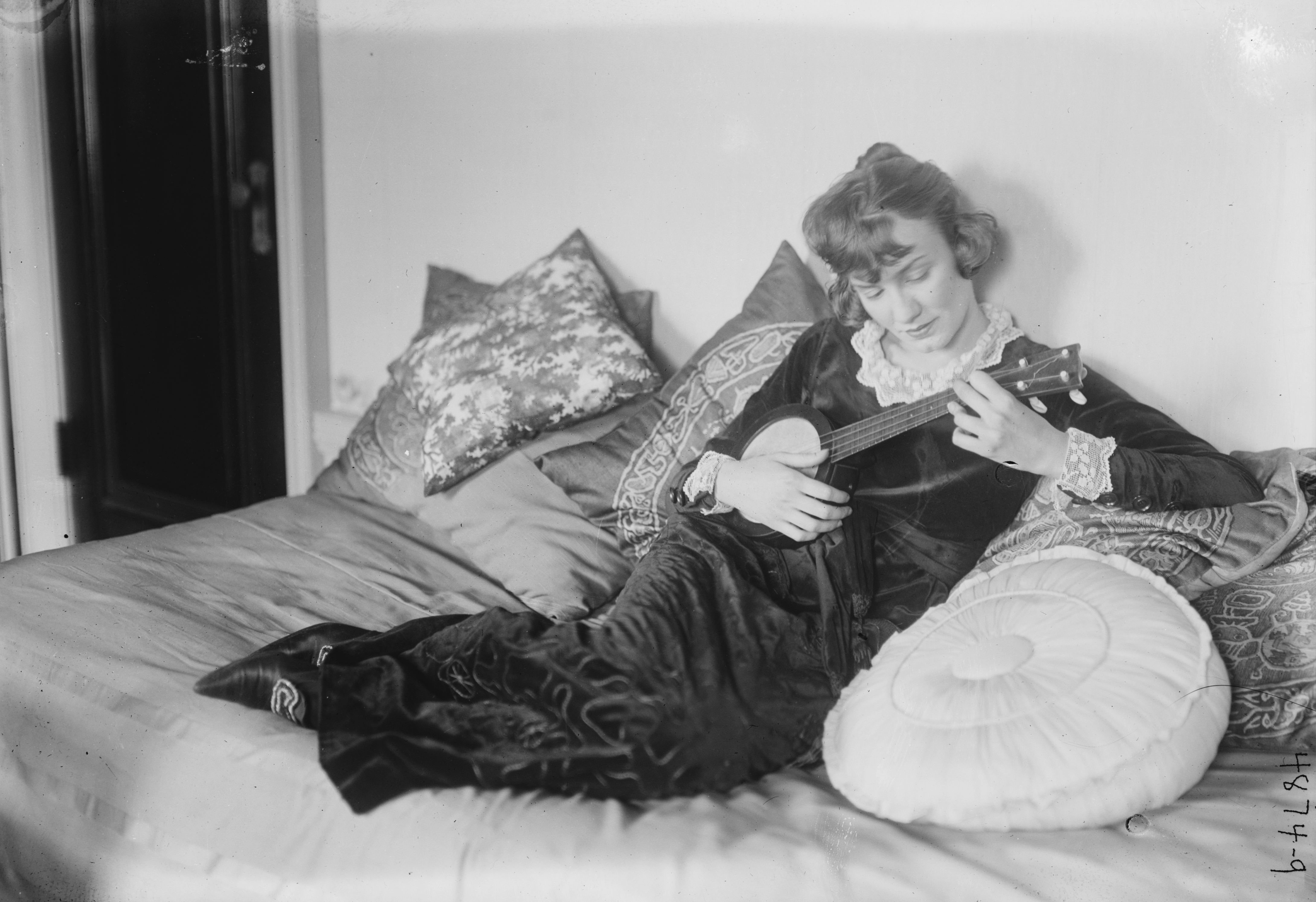
Harris con su banjo.

A principios de 1931, Harris empezó a actuar en Londres, a donde tuvo que mudarse por largos compromisos en el club Café de París. En Londres, Harris actuó en el musical Ever Green, que se emitió en la radio de la cadena BBC. También hizo algunas grabaciones en Inglaterra durante la década de 1930, pero se terminó retirando. En 1936, se casó con Leonard Urry, quién trabajaba como agente teatral. La casa de Harris fue destruida en 1941 durante un ataque con cohetes de origen alemán. En 1944, Harris regresó a Nueva York para buscar tratamiento por un trastorno neurológico. Fue dada de alta en dos meses.
Harris murió el 23 de abril de 1944 a los 48 años, en el incendio en el hotel La Marquise donde se alojaba, que se produjo cuando se quedó dormida mientras fumaba en la cama.

## Discografía
- The Complete Victor Releases (Archeophone, 2000)
- Look for the Silver Lining (Living Era, 2006)

### Canciones
| Año  | Canción                                                     | Gráficos |
| ---- | ----------------------------------------------------------- | -------- |
| 1916 | "I'm Gonna Make Hay While the Sun Shines in Virginia"       | 8        |
| 1917 | "I Ain't Got Nobody Much"                                   | 5        |
| 1917 | "Paradise Blues"                                            | 7        |
| 1917 | "They Go Wild, Simply Wild, Over Me"                        | 2        |
| 1918 | "Everybody's Crazy 'Bout the Doggone Blues (But I'm Happy)" | 3        |
| 1918 | "When Alexander Takes His Ragtime Band to France"           | 4        |
| 1918 | "There's a Lump of Sugar Down in Dixie"                     | 8        |
| 1919 | "After You've Gone"                                         | 1        |
| 1919 | "A Good Man Is Hard to Find"                                | 2        |
| 1919 | "Jazz Baby"                                                 | 3        |
| 1919 | "Take Me to the Land of Jazz"                               | 5        |
| 1920 | "Left All Alone Again Blues"                                | 5        |
| 1920 | "St. Louis Blues"                                           | 1        |
| 1920 | "Oh! Judge (He Treats Me Mean)"                             | 11       |
| 1920 | "Sweet Mama (Papa's Gettin' Mad)"                           | 4        |
| 1921 | "I'm a Jazz Vampire"                                        | 8        |
| 1921 | "Grieving for You"                                          | 7        |
| 1921 | "Look for the Silver Lining"                                | 1        |
| 1921 | "I Ain't Got Nobody"                                        | 3        |
| 1921 | "I'm Nobody's Baby"                                         | 3        |
| 1921 | "Beale Street Blues"                                        | 5        |
| 1922 | "Some Sunny Day"                                            | 3        |
| 1922 | "Nobody Lied (When They Said That I Cried Over You)"        | 4        |
| 1922 | "I'm Just Wild About Harry"                                 | 4        |
| 1922 | "Sweet Indiana Home"                                        | 5        |
| 1922 | "Blue (And Broken Hearted)"                                 | 7        |
| 1923 | "Carolina in the Morning"                                   | 4        |
| 1923 | "Aggravatin' Papa"                                          | 3        |
| 1923 | "Rose of the Rio Grande"                                    | 3        |
| 1923 | "Beside a Babbling Brook"                                   | 7        |
| 1923 | "Who's Sorry Now?"                                          | 5        |
| 1923 | "Dirty Hands! Dirty Face!"                                  | 6        |
| 1924 | "It Had to Be You"                                          | 3        |
| 1924 | "How Come You Do Me Like You Do?"                           | 5        |
| 1924 | "Jealous"                                                   | 3        |
| 1924 | "There'll Be Some Changes Made"                             | 7        |
| 1925 | "Somebody Loves Me"                                         | 7        |
| 1925 | "Tea for Two"                                               | 1        |
| 1925 | "I'll See You in My Dreams"                                 | 4        |
| 1925 | "When You and I Were Seventeen"                             | 11       |
| 1928 | "The Man I Love"                                            | 4        |
| 1928 | "Did You Mean It?"                                          | 14       |
| 1930 | "Nobody's Using It Now"                                     | 20       |